# Mbugi
Mbugi es el álbum debut de la banda argentina de blues y rock La Mississippi (en ese entonces conocida como Mississippi Blues Band). Fue publicado en 1993 por Del Cielito Records, con distribución de DBN. 
El título del disco significa "endiabladamente bueno" en congoleño. El gran éxito del álbum fue «Café Madrid», hoy convertido en un clásico.

## Historia
Por aquellos años, la banda comenzaba a abandonar las canciones en inglés que interpretaba en sus comienzos, apoyándose en un repertorio de composiciones propias.
Mbugi incluye 12 canciones, de las cuales ocho son en español, tres instrumentales y sólo una en inglés («Same Old Blues»). En el instrumental «The Creeper Return» se destaca especialmente el trabajo del armonicista Luis Robinson.
El álbum vendió alrededor de 20 000 copias en la Argentina, en años en los que se respiraba un renacimiento del blues, con bandas como Memphis La Blusera, Pappo's Blues, La Mizrahi Blue Band y La Petrolera Boogie Band.

## Lista de canciones
| N.º   | Título                              | Duración |  |
| 1.    | «Café Madrid»                       | 3:24     |  |
| 2.    | «Boogie de la Ruta 2»               | 3:51     |  |
| 3.    | «Qué miseria»                       | 2:58     |  |
| 4.    | «Camionero»                         | 4:48     |  |
| 5.    | «Honey Bee»                         | 5:30     |  |
| 6.    | «The Creeper Return» (Instrumental) | 3:35     |  |
| 7.    | «Un poco más»                       | 3:15     |  |
| 8.    | «Buenos Aires Blues»                | 4:07     |  |
| 9.    | «Lilly» (Instrumental)              | 3:22     |  |
| 10.   | «Tres palabras»                     | 6:47     |  |
| 11.   | «La chancleta» (Instrumental)       | 2:54     |  |
| 12.   | «Same Old Blues»                    | 3:46     |  |
| 48:42 |                                     |          |  |